# Grigore Ureche
Grigore Ureche (Jászvásár, 1590 körül – Jászvásár, 1647) moldvai krónikaíró.

## Élete
Apja, Nestor Ureche, tanult bojár volt, aki fontos hivatalokat töltött be a 16. század végén, és többször járt követségben a török portánál. 1595-ben a család Lengyelországba menekült a törökbarát bojároktól való félelmükben. Grigore Ureche 1612 és 1617 között Lembergben tanult történelmet, földrajzot, latin és görög nyelvet, retorikát és poétikát. Visszatérve hazájába 1628-ban udvari kancellár (logofăt) lett. Vasile Lupu moldvai fejedelem uralkodása idején ő volt a fejedelem egyik belső tanácsosa, majd 1642-től a déli országrész palatinusa (vornic) lett.

## Műve

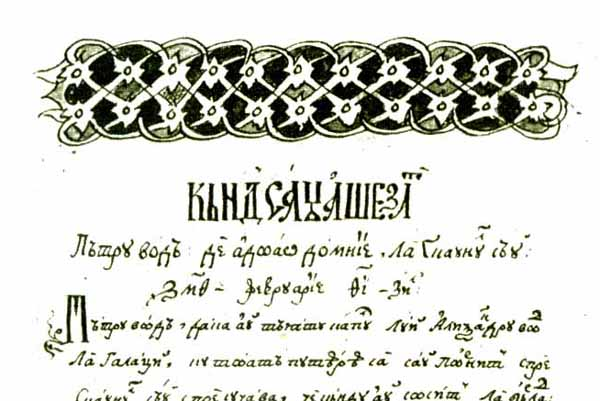
Egy oldal a krónika egyik másolatából

Élete vége felé, valószínűleg 1642–1647 között írta Moldva krónikáját (Letopisețul Țării Moldovei), amely az 1359–1594 közötti eseményeket tartalmazza. Ezt a krónikát tartják a román történetírás kezdetének és egyben az első román nyelvű, irodalmi igényekkel írt műnek. Ebben van legelőször leírva, hogy a román nyelv latin eredetű, illetve hogy a moldvai, havasalföldi,  erdélyi és máramarosi románok egyazon néphez tartoznak. A kézirat elveszett, de számos másolat maradt róla.